# Slobodna demokratska stranka (Njemačka)
Slobodna demokratska stranka (njem. Freie Demokratische Partei, kratica: FDP) liberalna je stranka u Njemačkoj. Osnovana je 11. prosinca 1948. godine. Trenutno je u 16. sazivu njemačkog Bundestaga glavna oporbena stranka koaliciji CDU/CSU i SPD-a.

## Liberali kao jezičac na vagi
Kroz povijest moderne Njemačke FDP je u nekoliko puta bila u vladajuća stranka u koalicijskim vladama CDU/CSU-a ili SPD-a.
Kao jezičac na vagi bila je na vlasti:
- 1949. – 1956. s CDU/CSU i DP
- 1961. – 1966. s SPD
- 1969. – 1998. s SPD-om, kada raskida koaliciju Helmuta Schmidta 1982. i omogućuje novu koalicijsku vladu Helmuta Kohla (CDU)

FDP je u dala dva predsjednika države: 
- Theodor Heuss, predsjednik SR Njemačke od 1949. – 1959. u dva mandata
- Walter Scheel, predsjednik SR Njemačke od 1974. – 1979.

Liberali su 2004. podržali izbor aktualnog predsjednika države demokršćanina Horsta Köhlera.

## Predsjednik i počasni predsjednici
Predsjednik stranke je Christian Lindner. Počasni predsjednici su Walter Scheel, Hans-Dietrich Genscher i Otto Graf Lambsdorff.

## FDP u njemačkom Bundestagu i Europskom parlamentu
Klub zastupnika tvore 61 zastupnik, tj. 10% sastava njemačkog Bundestaga. U Europskom parlamentu imaju 6 zastupnika i sudjeluju u radu Kluba zastupnika (frakcije) Saveza liberala i demokrata za Europu ALDE (Alliance of Liberals and Democrats for Europe)

## Ustrojstvo
Slobodna demokratska stranka ustrojena je u 16 pokrajinskih, 485 okružnih i 3150 temeljnih organizacija, te ima oko 65.000 članova (stanje 2006.) 
Podmladak stranke zove se Mladi liberali (Junge Liberale).

## Članstvo u međunarodnim organizacijama
FDP je članica europske stranke Europske liberalno-demokratske i reformističke stranke (ELDR) i Liberalne internacionale.

## Poveznica
Bundestag

## Vanjske poveznice
http://www.fdp.de Freie Demokratische Partei - službene stranice